# Nyeros klippmålningar
Nyeros klippmålningar är ett område med klippmålningar i östra Uganda, i Kumi-distriktet, väster om staden Kumi och ungefär 200 kilometer från Ugandas huvudstad Kampala. De daterar sig tillbaka till åtminstone 1200 e. Kr. och från den senare delen av järnåldern. Området är föreslaget att bli upptaget på listan över världsarv sedan september 1997.
Klippmålningarna tros vara utförda av twa-folket, ett pygmé-folk som under sen stenålder fanns i området och var ett jägar- och samlarfolk.  Klippmålningarna indelas i sex olika delar med namnen Nyero 1, 2, 3, 4, 5 och 6.